# Kadokawa Pictures
Pour les articles homonymes, voir Daiei et Kadokawa.
Kadokawa Pictures, Inc. (角川映画株式会社) est la branche cinématographique de la société japonaise Kadokawa Corporation. Elle était une société de production cinématographique japonaise formée en 1975, qui fusionne en 2002 avec la Daiei pour former Kadokawa Daiei Pictures (角川大映映画, Kadokawa Daiei Eiga) rebaptisé Kadokawa Pictures avant une nouvelle fusion avec une filiale du groupe Kadokawa Herald Pictures (ja) (角川ヘラルド・ピクチャーズ, Kadokawa Herarudo Pikuchāzu) pour créer Kadokawa Herald Pictures (角川ヘラルド映画株式会社, Kadokawa Herarudo Eiga Kabushiki-gaisha) en 2006. Kadokawa Pictures est absorbée dans Kadokawa Shoten lors d'une réorganisation du groupe en 2011. En avril 2013, le studio de tournage de Chōfu à Tokyo prend son indépendance pour devenir Kadokawa Daiei Studio (ja).

## Historique
En 1945, Genyoshi Kadokawa (ja) forme la maison d'édition Kadokawa Shoten.

Logo de Kadokawa Pictures avant son absorption.

En  1975, le président de Kadokawa, Haruki Kadokawa, a décidé de se lancer dans le cinéma, en lançant la branche cinématographique de Kadokawa Shoten, avec la création de la marque Kadokawa Pictures (角川映画). Son objectif était d'essayer de récolter des bénéfices de synergie en créant des adaptations cinématographiques des livres les plus populaires de la maison d'édition et en les commercialisant simultanément. Le premier film de la société sorti en 1976 est The Inugamis, réalisé par Kon Ichikawa et adapté d'un roman écrit par Seishi Yokomizo et publié par Kadokawa Shoten. En raison d'une campagne de marketing agressive, le film s'est terminé comme le deuxième film le plus lucratif de l'année au Japon.
Entre 1976 et 1993, Kadokawa a produit près de 60 films. Les longs métrages de la société étaient généralement des épopées à grande échelle avec des budgets importants et des campagnes de publicité correspondantes, visant un maximum de personnes et un succès au box-office. Alors que les critiques n'étaient pas toujours tendres avec les œuvres de Kadokawa, les films étaient toujours populaires auprès du public. En 1992, sept des 20 films japonais les plus rentables de tous les temps étaient des productions de Kadokawa. Durant sa direction à Kadokawa Shoten, Haruki Kadokawa a souvent été salué comme le sauveur de l'industrie cinématographique japonaise en difficulté. Néanmoins, les efforts de Kadokawa pour s'implanter sur les marchés étrangers ont systématiquement été non concluants. Son plus grand échec est survenu en 1992, lorsque le film de 25 millions de dollars Le Rubis du Caire, avec Andie MacDowell pour vedette, n'a pas réussi à trouver de distributeur aux États-Unis. Haruki Kadokawa a été contraint de démissionner de Kadokawa Shoten après avoir été arrêté pour trafic de cocaïne,. Max Tessier considère cette période de la société comme un épisode « calamiteux » de l'histoire du cinéma japonais. Il reproche aux films produits d'être de simples adaptations de commande, réalisés par des réalisateurs sans ambitions et commerciaux. Le nouveau président du groupe Kadokawa était le jeune frère de Haruki, Tsuguhiko, qui avait auparavant été contraint de quitter l'entreprise en faveur du fils de Haruki, Taro.
Kadokawa Shoten rachète de Tokuma Shoten en novembre 2002 toutes les activités de Daiei et du studio de tournage dans Chōfu à Tokyo, actant la création de Kadokawa Daiei Pictures (角川大映映画, Kadokawa Daiei Eiga). Bien qu'elle hérite des actifs d'exploitation, il s'agit d'une nouvelle société distincte de Daiei, dont Daiei n'est pas le prédécesseur d'une société.
En avril 2004, la société reprend le nom de Kadokawa Pictures après que Kadokawa Daiei Pictures a absorbé la branche de divertissement de Kadokawa Shoten et Tosca Domain. Tosca Domain (トスカドメイン, Tosuka Domein) était une coentreprise créée en avril 1999 par Kadokawa Shoten et Toshiba dont l'activité principale était la production d'émissions de télévision.
En mars 2004, Kadokawa Holdings a acquis une participation de 44% dans Nippon Herald Pictures (ja) (角川ヘラルド・ピクチャーズ), un distributeur de films indépendant fondé en 1956, et a acquis les 56% restants l'année suivante pour en faire sa filiale et la renommer Kadokawa Herald Pictures (角川ヘラルド・ピクチャーズ, Kadokawa Herarudo Pikuchāzu). Le 1er mars 2006, Kadokawa Herald Pictures fusionne avec la société pour devenir Kadokawa Herald Pictures (角川ヘラルド映画, Kadokawa Herarudo Eiga). En mars 2007, la société regagne le nom de Kadokawa Pictures.
Kadokawa Pictures fusionne avec Kadokawa Entertainment (ja) en novembre 2009 et devient également un distributeur de vidéogrammes.
En 2011, Kadokawa Pictures est absorbée par Kadokawa Shoten et a été dissous. La société Kadokawa Pictures en elle-même n'existe plus et subsiste de nouveau comme une marque,.